# Landgericht Kulmbach

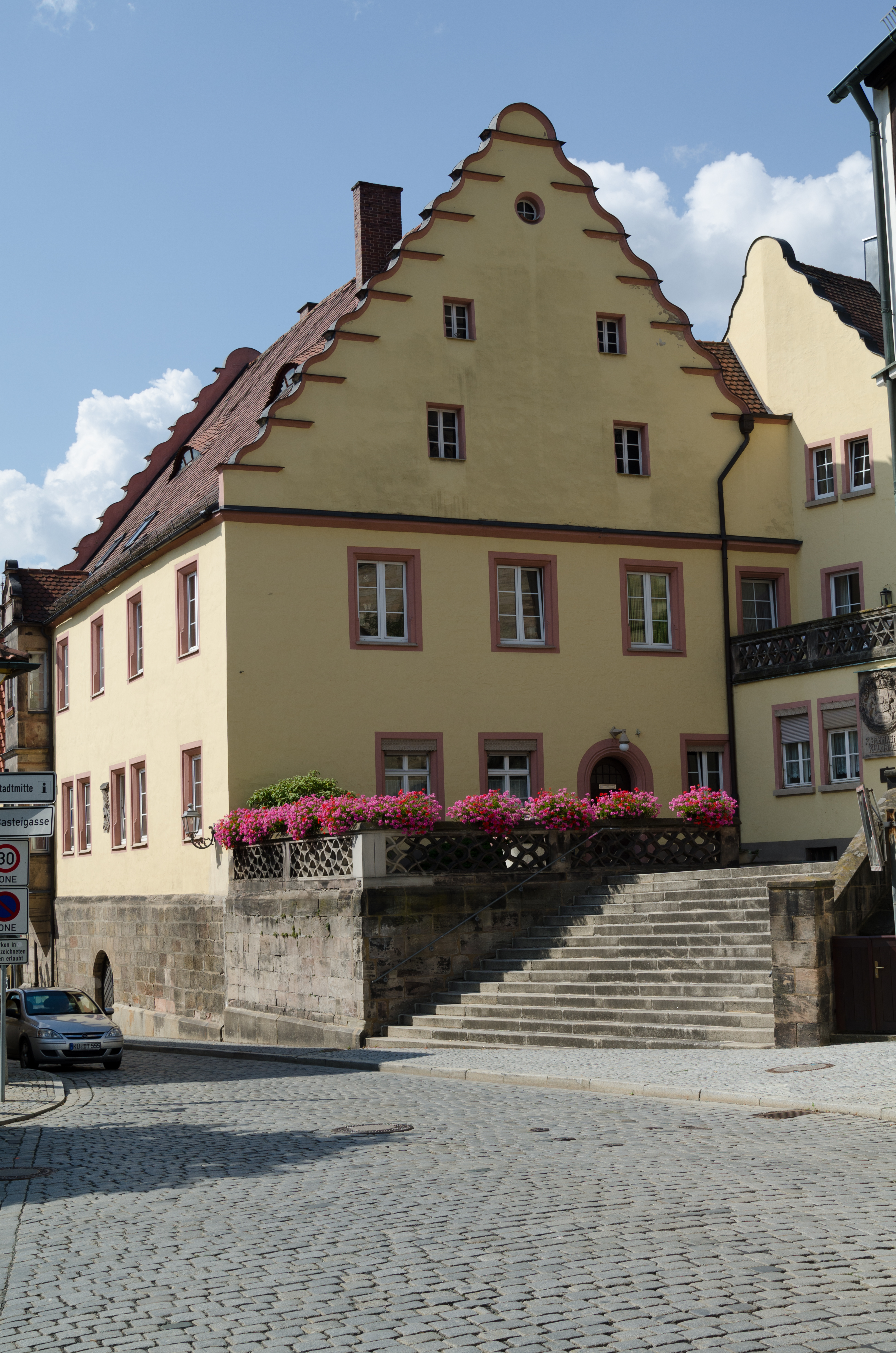
Ehemaliges Landgericht (Blick von Osten)

Das Landgericht Kulmbach war ein von 1812 bis 1879 bestehendes bayerisches Landgericht älterer Ordnung mit Sitz in Kulmbach im heutigen Landkreis Kulmbach.
1812 wurde im Verlauf der Verwaltungsneugliederung Bayerns das Landgericht Kulmbach errichtet. Dieses wurde dem Mainkreis zugeschlagen.

## Gebäude
Das etwa 15 × 20 m große Gebäude befindet sich in der Straße Obere Stadt 33. Es liegt knapp 50 m westlich, unterhalb der Petrikirche, auf einer Höhe von 317 m ü. NHN.
Das Gebäude entstand bereits um 1561 bis 1563, als ehemalige markgräfliche Kanzlei. Der zweigeschossige Profanbau wurde von Caspar Vischer errichtet und überbaut noch ältere untertägige Siedlungsteile Kulmbachs. Das Gebäude steht unter Denkmalschutz.

## Struktur

### Steuerdistrikte
Im Rahmen des Gemeindeedikts wurde im Jahr 1811 das Landgericht in 26 Steuerdistrikte untergliedert, die dem Rentamt Kulmbach unterstanden. 1812 kam es teilweise zur Umstrukturierung der Steuerdistrikte, so dass die Orte wie folgt aufgeteilt waren:
- Brücklein mit Grauenthal, Hornungsreuth, Lehen, Loch, Neuenreuth, Oberbrücklein, Schwingen und Unterbrücklein;
- Burghaig mit Metzdorf, Petzmannsberg, Priemershof, Schwarzholz, Seidenhof, Weinbrücke und Ziegelhütten;
- Gößmannsreuth mit Berghaus, Buch am Sand, Donnersreuth, Dreschen, Frischenmühle, Leuchau, Oberlettenrangen, Oberzettlitz, Rohr, Rothenhügl, Steinhaus, Unterlettenrangen, Unterzettlitz und Wehelitz;
- Harsdorf mit Altenreuth, Brauneck, Haselbach, Hettersreuth, Holzlucken, Lettenhof, Oberlaitsch, Oberlohe, Ritterleithen, Sandreuth, Unitz, Unterlohe und Zettmeisel;
- Hegnabrunn mit Brandhaus, Eichmühle, Lettenhof, Neuenmarkt, Oberlangenroth, Raasen, Reutlashof, Schlömen, See und Unterlangenroth;
- Hutschdorf mit Bauloch, Buchloch, Fahrenbühl, Hammerhaus, Hutweide, Igelsreuth, Katzenlohe, Kemeritz, Langenstadt, Lanzenreuth, Leimenhaus, Partenfeld, Rottlersreuth und Schlottermühle;
- Katschenreuth mit Affalterhof, Ameisloch, Frankenberg, Grünbaum, Heinersreuth, Hitzmain, Windischenhaig und Wolpersreuth;
- Kauerndorf mit Aichig, Blaich, Dörnhof, Eggenreuth, Grundhaus, Kauernburg, Mühlberg, Oberndorf, Oberpurbach, Pörbitsch, Unterpurbach und Venetianischer Stadel;
- Kirchleus mit Einsiedel, Esbach, Holzmühle, Lösau, Mühlberg, Schimmendorf, Straß, Wehrhaus und Welzmühle;
- Kulmbach mit Plassenburg;
- Kupferberg mit Unterbirkenhof;
- Lehenthal mit Baumgarten, Gemlenz, Grafendobrach, Neufang und Ramscheid;
- Lindau mit Hainbühl, Heidelmühle, Rehleithen, Siebenbrunn, Unterlaitsch und Waldau;
- Ludwigschorgast mit Drahtmühle, Erlenmühle;
- Mangersreuth mit Forstlahm, Gelbe Weiden, Herlas (hinteres, mittleres, vorderes), Oberkodach, Tiefenbach, Weiher und Wickenreuth;
- Melkendorf mit Oberauhof, Steinenhausen und Unterkodach;
- Neudrossenfeld mit Dreschenau, Eberhardtsreuth, Eselslohe, Fichtelhof, Gemeinde (hintere), Gemeinde (vordere), Hölle, Lerchenfeld, Oberkeil, Pechgraben, Schaitz, Untergräfenthal, Unterkeil und Zoltmühle;
- Neufang mit Adlerhütte (goldene), Birkenhof, Cottenau, Einöde, Osserich, Schlackenmühle und Weißenbach;
- Oberdornlach mit Altenreuth, Bärnhof, Höferänger, Höfstätten, Niederndobrach, Rosengrund, Sackenreuth, Unterdornlach und Wadel;
- Schmeilsdorf mit Danndorf, Ködnitzerberg, Prötschenbach, Ruffenhaus, Schwarzholz, Veitlahm, Wachholder und Wernstein;
- Schwarzach mit Leithenhaus, Mainleus, Pölz, Unterauhof und Willmersreuth;
- Tennach mit Buchhaus, Ebersbach, Fölschnitz, Haaghof, Hauenreuth, Heinersreuth, Ködnitz, Leithen, Listenberg, Maierhof, Pinsenhof, Reisighof, Spitzeichen, Stephansreuth und Zettmeisel;
- Trebgast mit Eichholz, Feuln, Tauschthal, Waizendorf, Weiherhaus und Wolfsbach;
- Untersteinach mit Gumpersdorf und Hummendorf;
- Wirsberg mit Sessenreuth;

### Gemeinden
Mit dem Zweiten Gemeindeedikt (1818) wurden 39 Ruralgemeinden gebildet:
- Blaich mit Eggenreuth, Oberndorf, Oberpurbach, Pörbitsch, Unterpurbach;
- Brücklein mit Grauenthal, Hornungsreuth, Lehen, Loch, Neuenreuth, Oberbrücklein, Schwingen und Unterbrücklein;
- Burghaig mit Schwarzholz, Seidenhof und Weinbrücke;
- Danndorf mit Schwarzholz;
- Harsdorf mit Altenreuth, Brauneck, Haselbach, Hettersreuth, Holzlucken, Lettenhof, Oberlaitsch, Oberlohe, Ritterleithen, Sandreuth, Unitz, Unterlohe und Zettmeisel;
- Hegnabrunn mit Brandhaus, Eichmühle und Schlömen;
- Hutschdorf mit Bauloch, Buchloch, Fahrenbühl, Hammerhaus, Hutweide, Katzenlohe, Kemeritz, Lanzenreuth, Leimenhaus, Partenfeld, Rottlersreuth und Schlottermühle;
- Katschenreuth mit Affalterhof, Ameisloch, Frankenberg, Grünbaum, Heinersreuth, Hitzmain, Windischenhaig und Wolpersreuth;
- Kauernburg mit Aichig, Dörnhof, Grundhaus und Venetianischer Stadel;
- Kauerndorf mit Mühlberg;
- Kirchleus mit Welzmühle;
- Ködnitz mit Buchhaus, Ebersbach, Fölschnitz, Haaghof, Hauenreuth, Heinersreuth, Leithen, Listenberg, Maierhof, Pinsenhof, Reisighof, Spitzeichen, Stephansreuth, Tennach und Zettmeisel;
- Kulmbach mit Plassenburg;
- Kupferberg mit Unterbirkenhof;
- Langenstadt mit Igelsreuth;
- Lehenthal mit Baumgarten, Gemlenz, Grafendobrach, Neufang und Ramscheid;
- Leuchau mit Berghaus, Buch am Sand, Donnersreuth, Dreschen, Frischenmühle, Gößmannsreuth, Oberlettenrangen, Oberzettlitz, Rohr, Rothenhügl, Steinhaus, Unterlettenrangen, Unterzettlitz und Wehelitz;
- Lindau mit Hainbühl, Heidelmühle, Rehleithen, Siebenbrunn, Unterlaitsch und Waldau;
- Lösau mit Einsiedel, Esbach, Holzmühle und Wehrhaus;
- Ludwigschorgast mit Drahtmühle, Erlenmühle;
- Mainleus mit Leithenhaus;
- Mangersreuth mit Forstlahm, Gelbe Weiden, Herlas (hinteres, mittleres, vorderes), Oberkodach, Tiefenbach, Weiher und Wickenreuth;
- Melkendorf mit Oberauhof, Steinenhausen und Unterkodach;
- Metzdorf mit Petzmannsberg, Priemershof und Ziegelhütten;
- Neudrossenfeld mit Dreschenau, Fichtelhof, Gemeinde (hintere), Gemeinde (vordere), Hölle und Lerchenfeld;
- Neuenmarkt mit Lettenhof, Oberlangenroth, Raasen, Reutlashof, See und Unterlangenroth;
- Neufang mit Adlerhütte (goldene), Birkenhof, Cottenau, Einöde, Osserich, Schlackenmühle und Weißenbach;
- Oberdornlach mit Rosengrund und Wadel;
- Pechgraben mit Eberhardtsreuth, Eselslohe,  Oberkeil, Schaitz, Untergräfenthal, Unterkeil und Zoltmühle;
- Schimmendorf mit Mühlberg und Straß;
- Schmeilsdorf mit Ruffenhaus;
- Schwarzach mit Pölz, Unterauhof;
- Trebgast mit Eichholz, Feuln, Tauschthal, Waizendorf, Weiherhaus und Wolfsbach;
- Unterdornlach mit Altenreuth, Bärnhof, Höferänger, Höfstätten, Niederndobrach und Sackenreuth;
- Untersteinach mit Gumpersdorf und Hummendorf;
- Veitlahm
- Wernstein mit Ködnitzerberg, Prötschenbach und Wachholder;
- Willmersreuth;
- Wirsberg mit Sessenreuth;

1840 wurden folgende Gemeinden an das Landgericht Stadtsteinach abgegeben:
- Kupferberg mit Unterbirkenhof;
- Ludwigschorgast mit Drahtmühle, Erlenmühle;
- Untersteinach mit Gumpersdorf und Hummendorf.

1853 wurde Neuenreuth, das bis dahin zu Brücklein gehörte, eine eigenständige Gemeinde. Sie wurde an das Landgericht Thurnau abgegeben.